# 装甲战争
《装甲战争》（Armored Warfare，简称为「AW」）是基于客户端的大型多人在线坦克模拟游戏，其基本理念与《坦克世界》类似。游戏开发商是美国著名游戏公司黑曜石娱乐，发行商是国际平台My.Games。《装甲战争》的概念是玩家控制坦克和其他类型的现代装甲车辆（包括自行火炮和步兵战车）之间的 PvP 和 PvE 战斗。
装甲战争采用免费游玩模式。游戏使用CryENGINE 3引擎。目前，玩家可以游玩PC、PlayStation 4和Xbox One上的版本。
《装甲战争》与《坦克世界》最大的不同，即前者拥有强大且剧情内容丰富的 PvE 游玩系统，允许玩家可以在不涉及PvP系统的情况下，仅通过PvE玩法即可顺利解锁科技树中所有车辆（仅可解锁无需用金币购买的普通车辆）；而相比之下，《坦克世界》等坦克竞技模拟游戏则仅包含PvP模式。这一点使其在玩家群体中拥有大量的拥趸。
《装甲战争》与《坦克世界》另一个巨大的不同就是，《装甲战争》中供使用的是冷战到现代的装甲载具，而《坦克世界》中供使用的是二战前期到现代的载具。
在《装甲战争》中，多数同一级别下的不同军火商的战车达到精英状态（即100%经验的完全体状态）所需的经验值相同。战车在通过战斗积累经验后，消耗经验值解锁新的升级配件时经验累积的进度不会发生变化。

## 开发史
装甲战争的研发始于2012年。 据项目总监Richard Taylor介绍，开发坦克动作类型多人在线游戏(MOBA)的想法甚至在项目开始之前就已产生。该游戏正式发布于2014年3月19日在旧金山举行的2014年游戏开发者大会选择颁奖典礼期间。
2014年5月20日，《装甲战争》宣布登陆CIS集群，官方网站开通，玩家开始报名参加游戏内测。2014年5月28日，该游戏的俄语网站上发布了一段视频，展示了《装甲战争》测试版中军事装备的技术、图形效果、破坏性和动态物理。
2014年6月，该游戏在E3展上亮相。展会结束后，《装甲战争》荣获十吨锤“E3 最佳多人游戏”奖。2014年6月11日，《装甲战争》的开发商和发行商与生产坦克和其他军事装备的乌拉尔机车车辆厂宣布合作。
2014年6月16日，公布了第一张游戏地图——“港口”（后更名为“烧沙”）。此外，还公布了游戏设置、伤害系统、装备类型以及开发和“升级”坦克和其他战车的系统。
2014年8月13日至17日，该项目在Gamescom2014游戏展上展示，随后在PAX Prime上展示了游戏的玩法，即两个PvE任务，其中一组玩家控制军事装备，你需要与电脑控制的对手作战并完成指定的任务。
9月25日，官网展示了游戏中展示的苏联主战坦克T-80。坦克的发展和改进树也被展示出来：能够安装更先进的火炮、发动机和电子设备，以及使用更强大的弹药。
2014年10月2日至10月5日，该项目在俄罗斯展览“Igromir”上进行展示。
2014年11月13日，早期alpha测试开始报名，并于同年12月进行。展示了5级以下的装备（自行火炮除外）以及前三张地图——“港口”、“空袭”和“雪城”。2015年1月21日宣布开始第二组，2015年4月8日开始下一阶段的alpha测试。
2015年5月20日，游戏启动了内测，其中包含新的战车，对游戏玩法进行了许多修正、改变和改进，并于6月5日在CBT服务器上安装了第一个重大更新。自2015年6月16日起，已向项目网站上注册的用户发出内测邀请。自2015年6月30日起，PvE任务在CBT服务器上可用，玩家团队必须对抗计算机控制的对手并完成分配给他们的任务。2015年9月13日，游戏进入公测并向所有人开放。迄今为止，该游戏仍处于公开测试阶段。定期发布更新，引入新设备、游戏玩法更改和错误修复。
自2017年2月起，游戏开发已从黑曜石娱乐转移至VK公司。官方给出的转移开发的原因是财务业绩不理想，而这又是由于黑曜石缺乏适当的MMO游戏开发经验。
2017年12月21日，更新0.23“小熊危机”发布。
2018年5月31日，发布了0.25版更新“高加索冲突”，游戏切换到季节——“由共同的全球情节联合起来的更新块”。
2018年8月2日，游戏正式登陆Xbox One。
2019年9月5日，宣布过渡到64位系统（将禁用对32位系统的支持）。
自2020年9月起，游戏的PC版权已转让给目前运营和发行该游戏的META Publishing。
2024年8月22日，Black Company系列多人合作任务第2章“孤星”发布，游戏版本号更至0.190.6。

## 游戏背景
装甲战争发生在不久的将来。根据游戏剧情，2020 年代国际形势变得严峻：局部冲突和经济动荡震动了整个世界。只有少数国家能够经受住这段不稳定时期，包括俄罗斯、中国和美国。幸存国家面临着新型威胁——大型贩毒集团、激进宗教团体、国际准军事团体、反政府运动和民族主义组织。
幸存国家的正规武装力量因内外冲突而遭到削弱，无法及时应对威胁并抵抗如此数量的敌对团体。因此，需要改变打击此类武装团体的策略。经过漫长的谈判，保持相对稳定的国家政府签署了一项协议，将每个国家的保护委托给自己的军队，并与准军事组织、激进组织和贩毒集团的国际威胁作斗争。委托给不隶属于特定领土的私人军事服务公司（PMC）。此类公司的活动由一个新的国际组织监管和协调：国际安全保障部 (DOIS)。每个 PMC 可以自由选择设备、组织结构和数量。私营军事公司的规模和能力差异很大——从拥有过时武器的小团体到配备当时最现代化军事装备的整个旅和师。
到 2030 年代，私营军事公司已经证明了其自身的有效性，私营军事公司已成为打击非法武装团体和解决当地冲突的主要手段。游戏《装甲战争》的故事发生在 2030 年代。每个玩家都是一家私人军事公司的负责人。为了在世界各地完成某些任务，他获得资金来购买更新、更现代化的军事装备。采购是从供应商——与国际安全部合作的军火商处进行的，并承诺不向非法武装团体提供军事装备。

## 游戏玩法
目前，《装甲战争》是一款在线坦克动作游戏，致力于在 20 世纪 50 年代到最现代型号的装甲车上进行战斗。玩家可以使用五种战车——主战坦克、轻型坦克、自行火炮（目前仅处于 PvE 模式）、装甲战车和坦克歼击车。每个类别的军事装备都有自己的特点和自己特殊的玩法。除了类别之外，《装甲战争》中的装备还按级别（从第 1 级到第 10 级）和供应商进行划分，这取代了此类游戏中按原产国划分军事装备的经典系统。

### 装甲穿透和伤害系统
每辆坦克或其他战车都有一组参数，这些参数决定其能力并决定玩家在战斗中的特定游戏风格和行为。装甲战具有混合伤害系统 - 坦克具有标准强度点以及战车及其乘员各个部件的强度点。当所有分数减至零时，车辆就会被摧毁。如果单位的力量点或船员的生命值达到零，他们就会失败或受伤。
军事装备的部件有两个级别的损坏：部件失效和完全损坏。在第一种情况下，只会降低模块的效率（如果枪损坏则射击精度或如果发动机损坏则加速），在第二种情况下，在修复之前无法使用模块（因此，如果发动机被摧毁，坦克无法移动，如果火炮被摧毁，则无法射击）。受伤的乘员会对车辆的相应特性造成惩罚（如果炮手受伤，射击精度会受到影响，装填手会受到重装速度的影响，而驾驶员会受到移动速度和机动性的影响）。
游戏中的所有弹药可以分为三种类型——尾翼稳定脱壳穿甲弹、高爆破甲弹和高爆破片弹。前两种类型仅在坦克装甲被击穿时才会造成伤害，后者即使装甲没有被击穿也能够造成伤害（明显低于基础伤害指标）。装甲穿透力的计算取决于弹丸的基本装甲穿透力、装甲类型、厚度、倾斜角度和距目标的距离等因素。
穿透伤害的计算取决于弹丸的撞击点。当它击中车辆的脆弱点时，会造成严重损坏，即更严重的损坏并使车辆或机组人员的某些部件丧失能力。同时，有些区域被击中时造成的伤害会减少，例如指挥官的炮塔。
除了自身的装甲外，许多战车还配备了主动防护系统、晶格屏幕和动态防护单元，以应对某些类型的威胁。

### 车组人员
游戏设备由虚拟车组成员控制。车组人员的组成根据车辆的类型和型号而有所不同。成员拥有一套可定制的技能，可以随着等级的提升而升级。成员的关键要素是车长，他们拥有自己独特的发展系统，最初是针对游戏的某些战术以及车长在某些类别的装备上的使用而设计的。车长可以同时在多辆战车上使用，而其他车组成员（装填手、炮手、驾驶员）则被分配到特定的车辆上。游戏的一个重要部分就是可配置步兵，被认为可以让游戏玩法变得更加有趣，即：
- 狙击手 - 旨在“照亮”敌人

- 火箭兵 - 设计用于攻击（正面碰撞）

- 迫击炮手 - 设计用于攻击（不能用于正面碰撞）

并非AW中的所有车辆都有能力配置步兵，主要是 AFV 和 LT 坦克类别。

### 游戏模式和团队合作
目前游戏共有三种模式：PvP“标准战斗”、PvE 和 PvP“冲突”。在 PvP 战斗中，玩家被分成两队，每队 15 人。该模式的主要目标是摧毁敌方装备或占领基地（敌方或即将到来的战斗模式中的“普通”基地）。队伍的创建会考虑到技术水平、装备类型和每个玩家的平均胜率。在 PvE 模式中，5 名玩家组成的小队必须完成全球范围内的各种任务。玩家面对的是由人工智能控制的敌方装甲车。在开始 PvE 战斗之前，您可以选择难度级别 - 总共有两个。为了成功完成任务，玩家需要完成某些与占领或防御占领点相关的战斗任务。还有其他任务，例如摧毁敌方防空系统、获得具有战略意义的地点、发现敌方藏身之处等。完成此类任务会以游戏内“积分”和经验的形式获得奖励。
战斗中的行动协调和沟通是通过游戏内聊天和快速命令系统进行的。对于合作游戏，可以组小队 - PvP 模式最多 3 名玩家，PvE 模式最多 5 名玩家。同时，出于游戏平衡的目的，一场战斗中不能出现两辆以上自行火炮型车辆，这对小队的组成造成了限制。此外，如果至少有一辆坦克比其他战车高或低两个级别以上，则不可能作为小队的一部分参加战斗。这消除了类似小队在同一场战斗中包含 4 级和 8 级车辆的情况。
还有更大的玩家协会——联盟。联盟在《装甲战争》中的作用类似于其他多人在线游戏中的部落。每个联盟都有自己的名称、徽章、标签和等级制度，由联盟的指挥官、军官和普通成员代表。对于 PvP 和 PvE 中的联盟来说，可以进行当前不在联盟中的普通玩家无法进行的战斗，即：排名战，您需要尽可能和谐地进行比赛才能获胜并获得排名积分，让您的联盟在游戏评分中达到更高的位置。

### 游戏特色
《装甲战争》与其他在线坦克游戏之间的主要游戏差异之一是游戏中存在反坦克导弹、KAZ、烟幕系统、目标标记、自行火炮专用弹药和反电池射击机制。当发射制导导弹时，玩家可以在飞行中改变其运动轨迹，这使他们能够击中移动目标或位于最脆弱区域障碍物后面的目标。主动防护系统旨在对抗此类导弹，并在它们接近坦克时将其击落。但激活后，KAZ 必须重新装弹，此时它无法对抗敌方的反坦克导弹。此外，KAZ 收费，数量有限。还有 KAZ 的类似物 - 光电对抗综合体，或 KOEP。与 KAZ 不同，KOEP 的充电次数不受限制，但充电时间明显更长。
烟幕几乎立即将玩家的坦克从敌方车辆的视野中隐藏几秒钟，这足以改变位置并逃离火力。然而，可用烟幕的数量是有限的。目标标记是一种适用于装甲战车 (AFV) 类别的游戏机制。标记的敌方装备总是在某个时刻变得可见，从而增加对其造成的伤害以及损坏模块和机组人员的可能性。

### 可视性系统
在装甲战争中，当敌方坦克位于您队伍中一名玩家的视野范围内时，就会被检测到。除了能见度之外，被发现的可能性还受到坦克之间的距离、障碍物和植被的存在、每辆战车的伪装特性、玩家的动作（移动和射击增加被发现的可能性）以及成员技能的影响能见度的升降。
如果检测到玩家，他会收到相应的通知，并且可以得知有人准备向他开火，或者进行机动并寻找掩护。如果大炮向他开火或反坦克导弹飞向他，玩家也会收到警报。

### 高级功能和游戏经济
《装甲战争》具有三种游戏货币：积分、声望和金币。购买新设备、改进模块、购买外壳、设备和备件都需要贷款。玩家进行的战斗会获得积分。此外，个人玩家和团队整体越成功，玩家获得的积分就越多。
装甲战争中的声望类似于“经验” - 有必要解锁为其购买新战车和更先进模块的能力。声望分为免费声望、全局声望和战车声望。与积分一样，声望也是在战斗中获得的。当进入 PvP 或 PvE 战斗时，玩家会为其战车获得声望，可用于研究更高级的模块。声望达到一定水平后，战车就会获得“精英”身份，并有机会购买更高级别的汽车。同时，拥有“精英”身份的车辆获得的经验将转化为免费声望。
与每种特定车辆的声望相反，全局声望可以用于研究任何车辆的模块。每场战斗都会获得少量的全局声望。利用游戏内的金币，玩家可以将大量的免费声望转化为全局声望，并用它来研究和改进自己感兴趣的装备。
黄金是一种游戏内货币，可以用真实货币购买。黄金用于各种高级功能：
购买高级身份，可以增加信用和声誉的收入； 
购买优质装备，拥有更高的信用收益，有机会立即获得免费声望和更舒适的等级平衡条件；
将黄金兑换成信用或将自由声誉转变为一般声誉；
购买伪装（也可以使用积分）；
对车组人员和指挥官进行再培训，不影响他们所获得的经验。

## 游戏中的技术
所有游戏车辆分为 5 类：
- 主战坦克——与其他类别相比，该类别的特点是正面投射防护高、生命值多、火力高，但机动性、隐蔽性和能见度较差；

- 轻型坦克——与主战坦克相比，机动性更好，但防护较差，且大多配备大量烟幕弹；

- 坦克歼击车——具有高机动性、隐蔽性和高火力。专为远距离作战和“露营”而设计；

- 装甲车——以 BMP 步兵战车、BMD 步兵战车和侦察车为代表。它们速度快、隐蔽性好、能见度高，但防护和生命点较低。使用的武器有中小口径自动炮，还有反坦克导弹。他们有“标记目标”的能力；

- 自行火炮——支援类，有能力远距离造成伤害，使用照明和烟雾弹药。与此同时，他们极其脆弱，而且几乎没有装甲。从 0.19 版开始，它们仅在 PvE 模式中可用。

所有车辆均分配给四个供应商。供应商不依赖于任何特定的制造国，可以提供来自不同国家的装甲车。供应商的装备根据其类别（“自行火炮分支”或“侦察车分支”）或按来源（“ T 系列 MBT”或“美国 MBT ”）分为多个分支。
在 Beta 测试开始时，游戏有 8 个级别的汽车。在 0.11 更新中，引入了第 9 级，在 0.15 更新中，出现了第 10 级车辆，包括 T-14 阿玛塔主战坦克、猎豹 2A7+、PL-01 坦克等。
游戏有一个起始分支（1-2 级）。当玩家满足以下分支之一的某些条件后，例如 MBT 或自行火炮，该分支向他开放，从第三级开始（此机制随着补丁 0.19 的发布而改变，现在，如果供应商的 2 级车辆获得“精英”状态，则所有 3 级车辆均已解锁）。进一步到 8 级（含），解锁新车辆的进度如下：在战斗中，玩家为某种车辆赢得声望。当声望栏填满时，车辆将获得“精英”状态，并且有机会购买更高级别的坦克。然而，购买 9 级汽车的方式有所不同。通过完全填满 8 级车辆的声誉栏，玩家有机会购买“令牌”，用它可以解锁供应商的任何 9 级车辆。 10 级车辆以同样的方式打开。该系统目前不仅仅由供应商 Oscar Faraday 使用；在获得 8 级车辆的“精英”状态后，可以立即购买 2 辆 10 级车辆。

## 原声带
曾为《生化危机 7》、《暗黑血统 III》、《守望先锋》、《血源》等多款游戏创作音乐的美国著名作曲家克里斯·维拉斯科参与了该项目的主题创作。游戏还收录了黑曜石娱乐作曲家贾斯汀·贝尔的作品。后续推出的“加勒比危机”、“黑海入侵”、“阿拉伯之夜”、“冬城召唤”、“美国梦”、“精神港湾”几个主线任务特殊行动的音乐由 Dmitry V. Silantyev（《开拓者：拥王者》、《开拓者：正义之怒》的作曲家）创作。

## 脚注
1. ↑  . 2023-09-19  [2023-09-19]. （原始内容存档于2023-09-02）.
2. ↑  . Wishlist Games.   [2024-08-26]. （原始内容存档于2024-10-06）.
3. ↑  Prescott, Shaun. . PC Gamer. 2017-02-13  [2017-02-13]. （原始内容存档于2017-07-24）.
4. ↑  Purchese, Robert. . Eurogamer. 2017-02-14  [2024-08-08]. （原始内容存档于2024-08-08）.
5. ↑  . Armored Warfare - Official Website. 2016-04-01  [2024-08-08]. （原始内容存档于2024-08-08）.
6. ↑  . Armored Warfare - Official Website. 2024-08-22  [2024-08-26]. （原始内容存档于2024-09-04） （英语）.
7. ↑  . youtube.com.   [2024-02-16]. （原始内容存档于2024-02-16） （英语）.
8. ↑  . dmitrysilantyev.eu.   [2024-02-16]. （原始内容存档于2024-03-27） （英语）.